# Adipomastie
 Mise en garde médicale
L’adipomastie est une forme de gynécomastie liée à une accumulation de graisse chez l'homme[réf. nécessaire] au niveau des pectoraux, souvent causée par un surpoids durant l'adolescence. L'adipomastie peut toucher un seul ou les deux seins, de façon symétrique ou asymétrique.

## Traitement
L'adipomastie peut être réduite en effectuant un régime spécialisé ou en se musclant les pectoraux. Le traitement consiste en la suppression de la cause, en l'application locale d'un gel à base d'androgène, voire d'une liposuccion. Mais de ces solutions seule la dernière paraît vraiment efficace. Se muscler les pectoraux ne fait que repousser la graisse sous une couche de muscle tandis que le gel ne réduit que très légèrement la graisse.